# Dimitris Polychroniadis
Dimitrios „Dimitris“ Polychroniadis (* 25. April 1969 in Thessaloniki) ist ein griechischer Basketballtrainer.

## Laufbahn
Polychroniadis’ Vater war Fußballer, sein Onkel Basketballer. Er selbst praktizierte Schwimmen, Fußball, Wasserball und Basketball. Im Wasserball spielte er für Aris Thessaloniki und schaffte es in die griechische Juniorennationalmannschaft. Basketball betrieb er nebenbei am „Anatolia College of Thessaloniki“, einer englischsprachigen Schule in seiner Heimatstadt. Als Student der Agrarwissenschaft kam er 1991 nach Deutschland und spielte dort für den ASC 1846 Göttingen (1992–94), Hellas Göttingen (1994–97) sowie den Osnabrücker SC (1997–99). Bereits während seiner Spielerzeit wurde Polychroniadis als Trainer tätig und betreute Mannschaften am Anatolia College, beim TV Germania Gieboldehausen, bei Hellas Göttingen und ebenfalls in Osnabrück. Darüber hinaus war er auch Basketball-Schiedsrichter.
Beim Osnabrücker SC führte er die Herrenmannschaft 2008 zum Gewinn des Meistertitels in der 1. Regionalliga Nord und somit zum Aufstieg in die 2. Bundesliga ProB. Nach diesem Erfolg kam es zur Trennung und Polychroniadis übernahm ab der Saison 2008/09 das Traineramt beim USC Leipzig (später Uni-Riesen Leipzig), der unter seiner Leitung 2010 den Aufstieg von der 1. Regionalliga in die ProB schaffte. Er blieb bis zum Ende der Saison 2011/12 in Leipzig.
Zwischen 2012 und 2015 wirkte er als Cheftrainer beim BBC Magdeburg. In der Saison 2012/13 führte er die Magdeburger auf den zweiten Rang der Abschlusstabelle der 1. Regionalliga Nord. Die Mannschaft erhielt für die folgende Spielzeit einen Startplatz in der 2. Bundesliga ProA, stieg aber als Letzter in die ProB ab (wegen eines Verstoßes gegen die Lizenzstatuten waren dem Verein zwei Punkte abgezogen worden). In der Saison 2014/15 wurde die Mannschaft des verschuldeten Magdeburger Vereins in der Nordstaffel der ProB Siebter, allerdings entzog die Liga der Mannschaft nachträglich die Lizenz. Nach dieser Spielzeit verließ Polychroniadis Magdeburg.
Er wurde hauptberuflich außerhalb des Basketballsports tätig, blieb aber im Trainerfach und übernahm zur Saison 2017/18 eine Jugendmannschaft beim BBC Osnabrück. 2019 trat er eine Trainerstelle im Jugendbereich des Oldenburger TB an und wurde zudem Co-Trainer der Baskets Juniors Oldenburg (später Baskets Juniors TSG Westerstede), Nachwuchsmannschaft des Bundesligisten EWE Baskets Oldenburg, in der 2. Bundesliga ProB und später in der Regionalliga. 2023 wurde er als Cheftrainer der Oldenburger Mannschaft in der Jugend-Basketball-Bundesliga vermeldet, betreute dann Oldenburgs männliche U19 in der Nachwuchs-Basketball-Bundesliga. Er führte die Jugendmannschaft 2024 ins NBBL-Endspiel. Als Co-Trainer der Baskets Juniors TSG Westerstede trug Polychroniadis dazu bei, dass der Mannschaft 2025 die Rückkehr in die 2. Bundesliga ProB gelang.
Seit September 2016 ist er Inhaber der A-Trainerlizenz des Deutschen Basketball Bundes.